# Crésuz
Crésuz är en ort och kommun i distriktet Gruyère i kantonen Fribourg, Schweiz. Kommunen hade 474 invånare (2023).